# Alexandru Marius
Alexandru Marius (n.  ?) a fost un actor de teatru român, care a fost distins cu titlul de artist emerit.
A activat la Teatrul Național din București și la Teatrul de Stat din Arad.

## Distincții
- titlul de Artist Emerit al Republicii Populare Române (23 ianuarie 1953) „pentru merite deosebite, pentru realizări valoroase în artă și pentru activitate merituoasă”[1]